# Campeonato Mundial de Atletismo em Pista Coberta de 2018 - Heptatlo masculino
‘’
A prova do heptatlo masculino do Campeonato Mundial de Atletismo em Pista Coberta de 2018 ocorreu entre os dias 2 e 3 de março na Arena Birmingham, em Birmingham, no Reino Unido. 

## Recordes
Antes desta competição, os recordes mundiais e do campeonato nesta prova eram os seguintes:
|                       | Nome         | Nacionalidade  | Pontos | Local    | Data                |
| --------------------- | ------------ | -------------- | ------ | -------- | ------------------- |
| Recorde mundial       | Ashton Eaton | Estados Unidos | 6.645  | Istambul | 10 de março de 2012 |
| Recorde do campeonato | Ashton Eaton | Estados Unidos | 6.645  | Istambul | 10 de março de 2012 |

## Medalhistas
| Ouro              | Prata               | Bronze            |
| Kevin Mayer (FRA) | Damian Warner (CAN) | Maicel Uibo (EST) |

## Cronograma
Todos os horários são locais (UTC+0).
| Data       | Hora  | Evento                  |
| ---------- | ----- | ----------------------- |
| 2 de março | 10:00 | 60 metros               |
| 2 de março | 10:40 | Salto em distância      |
| 2 de março | 12:00 | Arremesso de peso       |
| 2 de março | 19:45 | Salto em altura         |
| 3 de março | 10:00 | 60 metros com barreiras |
| 3 de março | 11:05 | Salto com vara          |
| 3 de março | 19:50 | 1000 metros             |

## Resultados

### 60 metros
A prova teve inícios às 10:00 no dia 2 de março. 
| Posição | Bateria | Atleta               | Nacionalidade  | Resultados | Pontos | Notas                |
| ------- | ------- | -------------------- | -------------- | ---------- | ------ | -------------------- |
| 1       | 1       | Damian Warner        | Canadá         | 6.74       | 977    | Recorde pessoal      |
| 2       | 2       | Kevin Mayer          | França         | 6.85       | 936    | Recorde pessoal      |
| 3       | 2       | Zachery Ziemek       | Estados Unidos | 6.89       | 922    | Recorde da temporada |
| 4       | 2       | Dominik Distelberger | Áustria        | 6.93       | 907    |                      |
| 5       | 2       | Oleksiy Kasyanov     | Ucrânia        | 6.95       | 900    |                      |
| 6       | 2       | Eelco Sintnicolaas   | Países Baixos  | 6.96       | 897    |                      |
| 7       | 2       | Lindon Victor        | Granada        | 6.98       | 889    |                      |
| 8       | 1       | Ruben Gado           | França         | 6.99       | 886    | Recorde da temporada |
| 9       | 1       | Jan Doležal          | Chéquia        | 7.04       | 868    |                      |
| 10      | 1       | Kai Kazmirek         | Alemanha       | 7.15       | 830    | Recorde da temporada |
| 11      | 1       | Maicel Uibo          | Estónia        | 7.20       | 813    | Recorde da temporada |
| 12      | 1       | Kurt Felix           | Granada        | 7.21       | 809    | Recorde da temporada |

### Salto em distância
A prova teve inícios às 10:40 no dia 2 de março. 
| Posição | Atleta               | Nacionalidade  | #1   | #2   | #3   | Resultados | Pontos | Notas                | Total |
| ------- | -------------------- | -------------- | ---- | ---- | ---- | ---------- | ------ | -------------------- | ----- |
| 1       | Kai Kazmirek         | Alemanha       | 7.08 | 7.68 | 7.18 | 7.68       | 980    | Recorde pessoal      | 1810  |
| 2       | Kevin Mayer          | França         | 7.43 | 7.36 | 7.55 | 7.55       | 947    | Recorde pessoal      | 1883  |
| 3       | Oleksiy Kasyanov     | Ucrânia        | x    | 7.43 | x    | 7.43       | 918    |                      | 1818  |
| 4       | Maicel Uibo          | Estónia        | x    | 7.41 | x    | 7.41       | 913    | Recorde pessoal      | 1726  |
| 5       | Damian Warner        | Canadá         | 7.11 | 7.39 | x    | 7.39       | 908    |                      | 1885  |
| 6       | Dominik Distelberger | Áustria        | 6.99 | 7.08 | 7.35 | 7.35       | 898    |                      | 1805  |
| 7       | Ruben Gado           | França         | 7.26 | x    | x    | 7.26       | 876    |                      | 1762  |
| 8       | Zachery Ziemek       | Estados Unidos | 7.09 | 6.96 | 7.21 | 7.21       | 864    | Recorde da temporada | 1786  |
| 9       | Eelco Sintnicolaas   | Países Baixos  | 6.94 | 7.01 | 7.15 | 7.15       | 850    | Recorde da temporada | 1747  |
| 10      | Jan Doležal          | Chéquia        | 6.96 | 7.04 | 6.84 | 7.04       | 823    |                      | 1691  |
| 11      | Kurt Felix           | Granada        | 6.93 | x    | x    | 6.93       | 797    |                      | 1606  |
| 12      | Lindon Victor        | Granada        | x    | x    | 5.55 | 5.55       | 492    |                      | 1381  |

### Arremesso de peso
A prova teve inícios às 12:00 no dia 2 de março. 
| Posição | Atleta               | Nacionalidade  | #1    | #2    | #3    | Resultados | Pontos | Notas                | Total |
| ------- | -------------------- | -------------- | ----- | ----- | ----- | ---------- | ------ | -------------------- | ----- |
| 1       | Kevin Mayer          | França         | x     | 14.49 | 15.67 | 15.67      | 831    |                      | 2714  |
| 2       | Lindon Victor        | Granada        | x     | 15.54 | x     | 15.54      | 823    | Recorde da temporada | 2204  |
| 3       | Damian Warner        | Canadá         | 14.90 | x     | 13.89 | 14.90      | 784    | Recorde pessoal      | 2669  |
| 4       | Jan Doležal          | Chéquia        | 14.17 | 14.82 | 14.16 | 14.82      | 779    | Recorde pessoal      | 2470  |
| 5       | Kai Kazmirek         | Alemanha       | x     | 13.54 | 14.55 | 14.55      | 762    | Recorde pessoal      | 2572  |
| 6       | Kurt Felix           | Granada        | 14.35 | 14.39 | x     | 14.39      | 752    | Recorde da temporada | 2358  |
| 7       | Maicel Uibo          | Estónia        | 14.30 | 14.01 | 14.19 | 14.30      | 747    |                      | 2473  |
| 8       | Oleksiy Kasyanov     | Ucrânia        | 14.03 | 14.16 | x     | 14.16      | 738    | Recorde da temporada | 2556  |
| 9       | Eelco Sintnicolaas   | Países Baixos  | 14.09 | 14.00 | 14.02 | 14.09      | 734    |                      | 2481  |
| 10      | Ruben Gado           | França         | 13.61 | 13.12 | 13.17 | 13.61      | 704    | Recorde pessoal      | 2466  |
| 11      | Zachery Ziemek       | Estados Unidos | 12.52 | 13.45 | 13.48 | 13.48      | 697    |                      | 2483  |
| 12      | Dominik Distelberger | Áustria        | 12.46 | 12.21 | 13.04 | 12.24      | 670    |                      | 2475  |

### Salto em altura
A prova teve inícios às 19:45 no dia 2 de março. 
| Posição | Grupo | Atleta               | Nacionalidade  | 1.81 | 1.84 | 1.87 | 1.90 | 1.93 | 1.96 | 1.99 | 2.02 | 2.05 | 2.08 | 2.11 | 2.14 | 2.17 | 2.20 | Resultados | Pontos | Notas                | Total |
| ------- | ----- | -------------------- | -------------- | ---- | ---- | ---- | ---- | ---- | ---- | ---- | ---- | ---- | ---- | ---- | ---- | ---- | ---- | ---------- | ------ | -------------------- | ----- |
| 1       | B     | Maicel Uibo          | Estónia        | –    | –    | –    | –    | –    | –    | –    | o    | –    | xo   | o    | xxo  | xo   | xxx  | 2.17       | 963    | Recorde pessoal      | 3436  |
| 2       | A     | Kai Kazmirek         | Alemanha       | –    | –    | –    | –    | o    | –    | xo   | xo   | xxo  | xxx  |      |      |      |      | 2.05       | 850    | Recorde da temporada | 3422  |
| 3       | A     | Zachery Ziemek       | Estados Unidos | –    | –    | –    | –    | –    | o    | o    | o    | xxx  |      |      |      |      |      | 2.02       | 822    |                      | 3305  |
| 4       | A     | Damian Warner        | Canadá         | –    | –    | –    | o    | o    | o    | o    | xo   | xxx  |      |      |      |      |      | 2.02       | 822    | Recorde pessoal      | 3491  |
| 5       | A     | Kevin Mayer          | França         | –    | –    | –    | –    | o    | –    | xo   | xo   | xxx  |      |      |      |      |      | 2.02       | 822    | Recorde da temporada | 3536  |
| 6       | A     | Oleksiy Kasyanov     | Ucrânia        | –    | –    | –    | xo   | o    | o    | xo   | xo   | xxx  |      |      |      |      |      | 1.99       | 794    | Recorde da temporada | 3155  |
| 7       | B     | Jan Doležal          | Chéquia        | –    | –    | o    | o    | xxo  | o    | xxx  |      |      |      |      |      |      |      | 1.96       | 767    |                      | 3237  |
| 8       | B     | Ruben Gado           | França         | –    | o    | o    | o    | xo   | xxo  | xxx  |      |      |      |      |      |      |      | 1.96       | 767    |                      | 3233  |
| 9       | B     | Dominik Distelberger | Áustria        | –    | xo   | xo   | o    | xxo  | xxx  |      |      |      |      |      |      |      |      | 1.93       | 740    |                      | 3215  |
| 10      | A     | Eelco Sintnicolaas   | Países Baixos  | o    | –    | o    | o    | xxx  |      |      |      |      |      |      |      |      |      | 1.90       | 714    | Recorde da temporada | 3195  |
| 11      | B     | Lindon Victor        | Granada        | –    | –    | –    | –    | –    | xxx  |      |      |      |      |      |      |      |      | NM         | 0      |                      | 2204  |
| 12      | B     | Kurt Felix           | Granada        |      |      |      |      |      |      |      |      |      |      |      |      |      |      | DNS        |        |                      | 0     |

### 60 metros com barreiras
A prova teve inícios às 10:00 no dia 3 de março. 
| Posição | Baterias | Atleta               | Nacionalidade  | Resultados | Pontos | Notas                | Total |
| ------- | -------- | -------------------- | -------------- | ---------- | ------ | -------------------- | ----- |
| 1       | 2        | Damian Warner        | Canadá         | 7.67       | 1066   | Recorde da temporada | 4557  |
| 2       | 2        | Kevin Mayer          | França         | 7.83       | 1025   |                      | 4561  |
| 3       | 1        | Kai Kazmirek         | Alemanha       | 7.95       | 994    | Recorde pessoal      | 4416  |
| 4       | 2        | Eelco Sintnicolaas   | Países Baixos  | 7.97       | 989    | Recorde da temporada | 4184  |
| 5       | 2        | Dominik Distelberger | Áustria        | 7.98       | 987    |                      | 4202  |
| 6       | 1        | Zachery Ziemek       | Estados Unidos | 8.14       | 947    |                      | 4252  |
| 7       | 1        | Maicel Uibo          | Estónia        | 8.19       | 935    | Recorde pessoal      | 4371  |
| 8       | 2        | Jan Doležal          | Chéquia        | 8.20       | 932    |                      | 4169  |
| 9       | 1        | Ruben Gado           | França         | 8.47       | 867    |                      | 4100  |
| 10      | 2        | Oleksiy Kasyanov     | Ucrânia        | DSQ        | 0      | 168.7(b)             | 3378  |
| 11      | 1        | Lindon Victor        | Granada        | DNS        |        |                      | 0     |

### Salto com vara
A prova teve inícios às 11:05 no dia 3 de março. 
| Posição | Atleta               | Nacionalidade  | 4.30 | 4.40 | 4.50 | 4.60 | 4.70 | 4.80 | 4.90 | 5.00 | 5.10 | 5.20 | 5.30 | 5.40 | Resultados | Pontos | Notas           | Total |
| ------- | -------------------- | -------------- | ---- | ---- | ---- | ---- | ---- | ---- | ---- | ---- | ---- | ---- | ---- | ---- | ---------- | ------ | --------------- | ----- |
| 1       | Eelco Sintnicolaas   | Países Baixos  | –    | –    | –    | –    | –    | –    | –    | o    | –    | xo   | o    | xxx  | 5.30       | 1004   |                 | 5188  |
| 2       | Maicel Uibo          | Estónia        | –    | –    | –    | –    | –    | –    | –o   | o    | o    | o    | xo   | xxx  | 5.30       | 1004   | Recorde pessoal | 5375  |
| 3       | Kai Kazmirek         | Alemanha       | –    | –    | –    | –    | –    | o    | –    | o    | o    | o    | xxx  |      | 5.20       | 972    | Recorde pessoal | 5388  |
| 4       | Ruben Gado           | França         | –    | –    | –    | –    | –    | –    | –    | o    | o    | xxx  |      |      | 5.10       | 941    |                 | 5041  |
| 4       | Zachery Ziemek       | Estados Unidos | –    | –    | –    | –    | –    | –    | –    | o    | o    | xxx  |      |      | 5.10       | 941    |                 | 5193  |
| 6       | Kevin Mayer          | França         | –    | –    | –    | –    | –    | –    | –    | o    | –    | xxx  |      |      | 5.00       | 910    |                 | 5471  |
| 7       | Damian Warner        | Canadá         | –    | –    | –    | o    | –    | o    | xxo  | xxx  |      |      |      |      | 4.90       | 880    | Recorde pessoal | 5437  |
| 8       | Dominik Distelberger | Áustria        | –    | –    | –    | o    | –    | o    | xxx  |      |      |      |      |      | 4.80       | 849    |                 | 5051  |
| 9       | Jan Doležal          | Chéquia        | –    | –    | o    | o    | o    | xxx  |      |      |      |      |      |      | 4.70       | 819    |                 | 4988  |
| 10      | Oleksiy Kasyanov     | Ucrânia        |      |      |      |      |      |      |      |      |      |      |      |      | DNS        |        |                 | 0     |
| 11      | Lindon Victor        | Granada        |      |      |      |      |      |      |      |      |      |      |      |      | DNS        |        |                 | 0     |

### 1000 metros

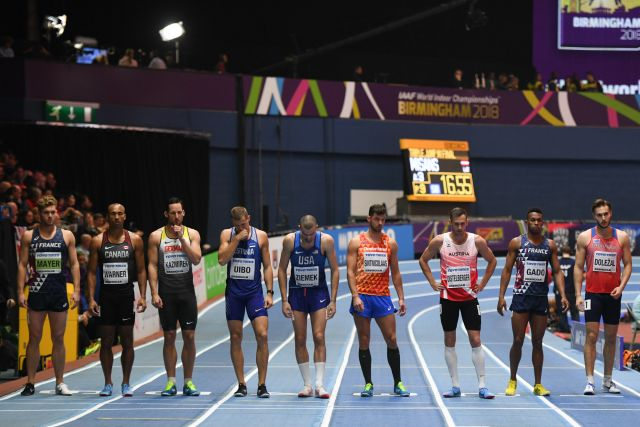
Atletas se alinhando para o evento final.

A prova teve inícios às 19:50 no dia 3 de março. 
| Posição | Atleta               | Nacionalidade  | Resultados | Pontos | Notas                |
| ------- | -------------------- | -------------- | ---------- | ------ | -------------------- |
| 1       | Damian Warner        | Canadá         | 2:37.12    | 906    | Recorde pessoal      |
| 2       | Maicel Uibo          | Estónia        | 2:38.51    | 890    | Recorde pessoal      |
| 3       | Ruben Gado           | França         | 2:38.86    | 886    | Recorde da temporada |
| 4       | Kevin Mayer          | França         | 2:39.64    | 877    | Recorde da temporada |
| 5       | Dominik Distelberger | Áustria        | 2:41.49    | 857    | Recorde da temporada |
| 6       | Kai Kazmirek         | Alemanha       | 2:42.15    | 850    | Recorde da temporada |
| 7       | Eelco Sintnicolaas   | Países Baixos  | 2:45.93    | 809    | Recorde da temporada |
| 8       | Jan Doležak          | Chéquia        | 2:47.99    | 787    |                      |
| 9       | Zachery Ziemek       | Estados Unidos | 2:51.73    | 748    |                      |

## Classificação final
| Posição           | Atleta               | Nacionalidade  | Pontos | 60m      | SD       | AP        | SA       | 60 m C/B  | SV        | 1000 m      |
| ----------------- | -------------------- | -------------- | ------ | -------- | -------- | --------- | -------- | --------- | --------- | ----------- |
| Medalha de ouro   | Kevin Mayer          | França         | 6348   | 936 6.85 | 947 7.55 | 831 15.67 | 822 2.02 | 1025 7.83 | 910 5.00  | 877 2:39.64 |
| Medalha de prata  | Damian Warner        | Canadá         | 6343   | 977 6.74 | 908 7.39 | 784 14.90 | 822 2.02 | 1066 7.67 | 880 4.90  | 906 2:37.12 |
| Medalha de bronze | Maicel Uibo          | Estónia        | 6265   | 813 7.20 | 913 7.41 | 747 14.30 | 963 2.17 | 935 8.19  | 1004 5.30 | 890 2:38.51 |
| 4                 | Kai Kazmirek         | Alemanha       | 6238   | 830 7.15 | 980 7.68 | 762 14.55 | 850 2.05 | 994 7.95  | 972 5.20  | 850 2:42.15 |
| 5                 | Eelco Sintnicolaas   | Países Baixos  | 5997   | 897 6.96 | 850 7.15 | 734 14.09 | 714 1.90 | 989 7.97  | 1004 5.30 | 809 2:45.93 |
| 6                 | Zachery Ziemek       | Estados Unidos | 5941   | 922 6.89 | 864 7.21 | 697 13.48 | 822 2.02 | 947 8.14  | 941 5.10  | 748 2:51.73 |
| 7                 | Ruben Gado           | França         | 5927   | 886 6.99 | 876 7.26 | 704 13.61 | 767 1.96 | 867 8.47  | 941 5.10  | 886 2:38.86 |
| 8                 | Dominik Distelberger | Áustria        | 5908   | 907 6.93 | 898 7.35 | 670 13.04 | 740 1.93 | 987 7.98  | 849 4.80  | 857 2:41.49 |
| 9                 | Jan Doležal          | Chéquia        | 5775   | 868 7.04 | 823 7.04 | 779 14.82 | 767 1.96 | 932 8.20  | 819 4.70  | 787 2:47.99 |
| 10                | Oleksiy Kasyanov     | Ucrânia        | DNF    | 900 6.95 | 918 7.43 | 738 14.16 | 822 2.02 | 0 DSQ     | DNS       | DNS         |
| 11                | Lindon Victor        | Granada        | DNF    | 889 6.98 | 492 5.55 | 823 15.54 | 0 NM     | DNS       | DNS       | DNS         |
| 12                | Kurt Felix           | Granada        | DNF    | 809 7.21 | 797 6.93 | 752 14.39 | DNS      | DNS       | DNS       | DNS         |

Legenda
| Recorde mundial       | Recorde mundial (World record)               |                       | Recorde africano                      | Recorde africano (African) |                                           | Q | Classificado por posição (Qualified) |
| Recorde do campeonato | Recorde do campeonato (Championship record)  | Recorde da América    | Recorde da América (Americas)         | q                          | Classificado por melhor tempo (Qualified) |   |                                      |
| Melhor marca do ano   | Melhor marca do ano (World leading)          | Recorde asiático      | Recorde asiático (Asian)              | DNS                        | Não largou (Did not start)                |   |                                      |
| Recorde nacional      | Recorde nacional (National record)           | Recorde europeu       | Recorde europeu (European)            | DNF                        | Não terminou (Did not finish)             |   |                                      |
| Recorde pessoal       | Recorde pessoal do atleta (Personal best)    | Recorde da Oceania    | Recorde da Oceania (Oceania)          | DSQ / DQ                   | Desclassificado (Disqualified)            |   |                                      |
| Recorde da temporada  | Recorde da temporada do atleta (Season best) | Recorde sul-americano | Recorde sul-americano (South America) | NM                         | Sem marca (No mark)                       |   |                                      |